# Craig Porter
Craig Porter Jr. (Terre Haute; 26 de febrero de 2000) es un baloncestista estadounidense que pertenece a la plantilla de los Cleveland Cavaliers de la NBA. Con 1,85 metros de estatura, juega en la posición de base. 

## Trayectoria deportiva

### Universidad
Comenzó su carrera universitaria en la Universidad Vincennes, donde en dos temporadas con los Trailblazers ayudó a llevarlos a un récord combinado de 62-7 y un campeonato nacional de la NJCAA en 2019.
Tras dos temporadas, se comprometió con los con los Shockers de la Universidad Estatal de Wichita, donde disputó tres temporadas, en las que promedió 8,6 puntos, 4,7 rebotes y 3,6 asistencias por partido. En su última temporada fue incluido en el tercer mejor quinteto de la American Athletic Conference. Al término de la misma se declaró elegible para el Draft de la NBA.

### Profesional
Tras no ser elegido en el Draft de la NBA de 2023, el 7 de julio firmó un contrato dual con los Cleveland Cavaliers y su filial en la G League, los Cleveland Charge.
En febrero de 2024, amplia su contrato y firma por cuatro años con Cleveland.

## Estadísticas de su carrera en la NBA

### Temporada regular
| Año     | Equipo    | PJ | PT | MPP  | %TC  | %3P  | %TL  | RPP | APP | ROB | TPP | PPP |
| ------- | --------- | -- | -- | ---- | ---- | ---- | ---- | --- | --- | --- | --- | --- |
| 2023-24 | Cleveland | 51 | 6  | 12.7 | .509 | .353 | .732 | 2.1 | 2.3 | .4  | .3  | 5.6 |
| Total   | Total     | 51 | 6  | 12.7 | .509 | .353 | .732 | 2.1 | 2.3 | .4  | .3  | 5.6 |